# La Bastide (Pirineos Orientales)
La Bastide (en catalán la Bastida) es un municipio de la comarca del Conflent, en el departamento de los Pirineos Orientales de la región de Occitania en Francia. Situado entre los límites de las comarcas del Rosellón, Conflent y Vallespir, su comarca, según las fuentes, puede variar ligeramente. Antiguamente se llamaba Mollet o Molletel que hacía referencia a su blando terreno. Dependía del vizcondado de Vallespir hasta que se construyó una fortaleza defensiva.

## Geografía

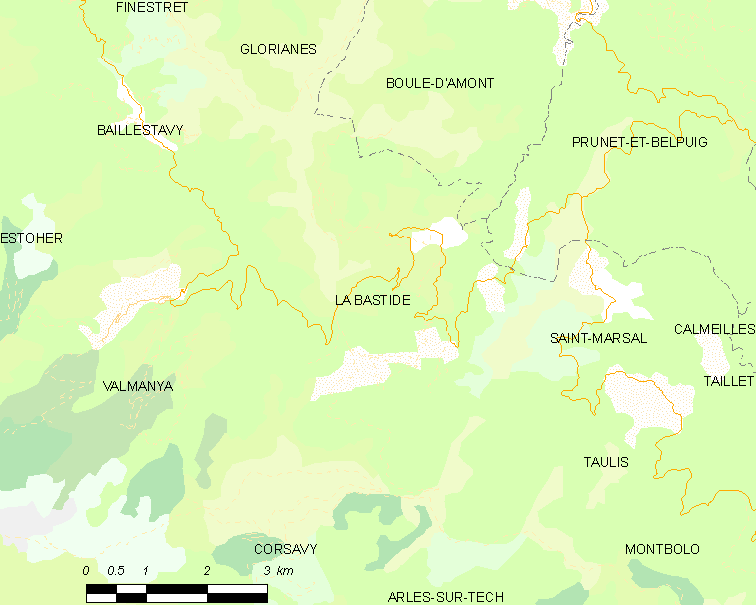
Situación de La Bastide

## Demografía
| 109 | 80 | 70 | 65 | 64 | 61 |
| Para los censos de 1962 a 1999 la población legal corresponde a la población sin duplicidades (Fuente: INSEE [Consultar]) |    |    |    |    |    |